# FC Viitorul Constanța
Az FC Viitorul Constanța román labdarúgócsapat, melynek székhelye Konstancában található. Jelenleg a román labdarúgó-bajnokság első osztályában szerepel.
Hazai mérkőzéseiket a 4554 fő befogadására alkalmas Stadionul Viitorul Stadionban játsszák.

## Történet
A klubot 2009 nyarán alapították. A CSO Ovidiu játékjogát megvásárolva a harmadosztályban indult a 2009–10-es szezonban. Az akadémia létrehozója az egykori legendás román labdarúgó Gheorghe Hagi és mivel akadémiaként lett megalapítva, ezért leginkább a tehetséges román fiatal játékosokra építenek.
A harmadosztály rögtön az első szezon után megnyerték, így feljutottak a második vonalba. Két szezon után a 2011–12-es évadban a második helyet megszerezve kiharcolták az élvonalba kerülést, ahol az első idényük végén a 13. helyen végeztek és bent maradtak.

## Sikerei

### Bajnokság
- Liga I: 
  - Bajnok (1): 2016–17
- Liga II:
- Ezüstérmes (1): 2011–12
- Liga III:
  - Bajnok (1): 2009–10

### Kupa
- Román kupa:
  - Győztes (1): 2018-19
- Román szuperkupa:
  - Győztes (1): 2019
  - Döntős (1): 2017

## Jelenlegi keret
2021. január 8-i állapotoknak megfelelően.
| #  |     | Poszt | Név                                          |
| -- | --- | ----- | -------------------------------------------- |
| 2  | ROU | V     | Radu Boboc                                   |
| 4  | FRA | V     | Damien Dussaut                               |
| 5  | ROU | V     | Sebastian Mladen                             |
| 6  | NED | V     | Bradley de Nooijer                           |
| 7  | ROU | CS    | George Ganea                                 |
| 8  | ROU | KP    | Carlo Casap                                  |
| 10 | ROU | CS    | Gabriel Iancu ()                             |
| 11 | ESP | CS    | Víctor Fernández                             |
| 12 | ROU | K     | Valentin Cojocaru                            |
| 13 | ROU | KP    | Cosmin Matei                                 |
| 14 | ROU | KP    | Roberto Mălăele                              |
| 15 | ROU | V     | Alexandru Georgescu                          |
| 17 | ROU | KP    | Andrei Ciobanu                               |
| 18 | ROU | KP    | Andrei Artean                                |
| 19 | ROU | V     | Romario Benzar (kölcsönben a Lecce csapatál) |

| #  |     | Poszt | Név                 |
| -- | --- | ----- | ------------------- |
| 20 | ROU | KP    | Alexandru Mățan     |
| 21 | ROU | V     | Alin Dobrosavlevici |
| 23 | ROU | V     | Virgil Ghiță        |
| 25 | ROU | CS    | Aurelian Chițu      |
| 27 | CPV | KP    | Ely Fernandes       |
| 28 | ESP | KP    | Jon Gaztañaga       |
| 30 | ROU | KP    | Nicolas Popescu     |
| 34 | ROU | K     | Cătălin Căbuz       |
| 39 | ROU | CS    | Adrian Stoian       |
| 42 | NED | CS    | Kevin Luckassen     |
| 66 | ESP | KP    | Josemi Castañeda    |
| 80 | ROU | CS    | Alexi Pitu          |
| 99 | ROU | KP    | Ștefan Bodișteanu   |
|    | ROU | KP    | Florian Haită       |